# Joe Lycett
Pour les articles homonymes, voir Lycett.
Joe Harry Lycett, né le 5 juillet 1988 à Birmingham, est un humoriste britannique. Il a fait des apparitions dans des émissions et jeux télévisés comme Live At The Apollo, Never Mind the Buzzcocks, 8 Out of 10 Cats et a tenu le rôle de présentateur de l'émission du samedi Epic Win sur BBC One.

## Biographie

### Jeunesse et formation
Joe Lycett naît le 5 juillet 1988 à Birmingham.
Il étudie le théâtre et l'anglais à l'Université de Manchester, et est allé au lycée à la King Edward VI Five Ways School.

### Carrière
Il obtient le 2009 Chortle Student Comedian of the Year puis Chortle Best Newcomer 2010 ; il est aussi finaliste du 2009 Laughing Horse New Act of the Year et de l'édition de 2011 des BBC New Comedy Awards. En 2012, son premier spectacle de stand-up Some Lycett Hot est nommé dans la catégorie Best Newcomer aux Edinburgh Comedy Awards.
Joe Lycett apparaît à la télévision dans des émissions comme Live At The Apollo, 8 Out of 10 Cats, 8 Out of 10 Cats Does Countdown, Celebrity Juice, Never Mind the Buzzcocks, Spicks and Specks, Virtually Famous, ainsi que dans Dirty Digest (sur E4) où il était un intervenant régulier. Il a également co-écrit la narration de l'émission d'ITV2 intitulée The Magaluf Weekender. Joe Lycett apparaît aussi dans l'épisode spécial de Noël de Alan Davies: As Yet Untitled avec Jason Manford, Richard Coles et Jo Joyner ainsi que dans l'épisode 3 de la cinquième saison (2017) avec Annie Siddons, Patrick Kielty et Katherine Ryan.
À la radio, il fut l'invité des animateurs de BBC Radio 1 Scott Mills, Greg James et Nick Grimshaw et dans l'émission de Richard Bacon sur BBC Radio 5 Live. En août 2011, il écrit et joue la nouvelle radiophonique Spooky and the Van, diffusée dans l'« Afternoon Reading slot » (« le créneau de lecture de l'après-midi ») sur BBC Radio 4. En août 2013, il fait ses débuts dans Just a Minute sur BBC Radio 4. En septembre 2016, il remplace Miles Jupp en tant qu'animateur de l'émission It's Not What You Know sur BBC Radio 4.
Joe Lycett était aussi connu comme « the resident news hound » (« le chasseur de nouvelles ») dans l'émission radio de Josh Widdicombe sur XFM, diffusée le samedi (et plus tard dimanche) matin.

### Vie privée
Joe Lycett est né et vit toujours dans le quartier Hall Green, à Birmingham. Il se définit comme pansexuel même s'il se décrit souvent comme bisexuel lorsqu'il est sur scène.
En mars 2020, il annonce avoir changé son nom en Hugo Boss, en protestation contre les nombreuses mises en demeure faites par l'entreprise allemande Hugo Boss à des petites entreprises et associations qui utiliseraient le terme « Boss » au Royaume-Uni. Il reprend son nom de naissance un mois plus tard.

## Spectacles
- 2012 : Some Lycett Hot[13]
- 2013 : If Joe Lycett Then You Should've Put a Ring On It[14]
- 2016 : That's The Way, A-Ha, A-Ha, Joe Lycett
- 2018 : I'm About to Lose Control And I Think Joe Lycett